# Câu lạc bộ bóng đá Thanh niên Thành phố Hồ Chí Minh
Câu lạc bộ bóng đá Thanh niên Thành phố Hồ Chí Minh là một câu lạc bộ bóng đá có trụ sở tại Thành phố Hồ Chí Minh, Việt Nam. Đội hiện thi đấu ở Giải hạng Nhất Quốc gia.

## Lịch sử

### Mùa giải 2024
Đội đánh bại Bắc Ninh ở trận chung kết giải hạng nhì và giành quyền lên chơi Giải Hạng Nhất Quốc gia 2024–25.

## Nhà tài trợ

### Nhà tài trợ chính
- LPBank

## Đội hình
Ghi chú: Quốc kỳ chỉ đội tuyển quốc gia được xác định rõ trong điều lệ tư cách FIFA. Các cầu thủ có thể giữ hơn một quốc tịch ngoài FIFA.
| Số | VT | Quốc gia | Cầu thủ                                  |
| -- | -- | -------- | ---------------------------------------- |
| 1  | TM | Việt Nam | Lê Quang Đại                             |
| 5  | HV | Việt Nam | Hồ Văn Duy Bảo (mượn từ SHB Đà Nẵng)     |
| 7  | TV | Việt Nam | Nguyễn Trung Thành (mượn từ Hà Nội)      |
| 8  | TV | Việt Nam | Nguyễn Văn Văn                           |
| 9  | TĐ | Việt Nam | Bùi Anh Thống (mượn từ Công an Hà Nội)   |
| 10 | TV | Việt Nam | Nguyễn Duy Tâm                           |
| 11 | TV | Việt Nam | Phạm Bá Thảo (mượn từ SHB Đà Nẵng)       |
| 12 | HV | Việt Nam | Võ Tiến Thắng (mượn từ Sông Lam Nghệ An) |
| 14 | TV | Việt Nam | Phan Duy Hào (mượn từ Sông Lam Nghệ An)  |
| 15 | HV | Việt Nam | Dương Văn Kiên                           |
| 16 | TV | Việt Nam | Quách Công Đình                          |
| 18 | TV | Việt Nam | Lê Quang Hiển                            |
| 19 | TV | Việt Nam | Bùi Quang Huy (mượn từ SHB Đà Nẵng)      |
| 20 | HV | Việt Nam | Trịnh Việt Cường                         |

| Số | VT | Quốc gia | Cầu thủ                                     |
| -- | -- | -------- | ------------------------------------------- |
| 21 | HV | Việt Nam | Vũ Văn Quyết (mượn từ Thể Công – Viettel)   |
| 22 | TĐ | Việt Nam | Nguyễn Sĩ Chiến                             |
| 25 | TM | Việt Nam | Trần Văn Chiến                              |
| 26 | TM | Việt Nam | Dương Văn Cường                             |
| 28 | HV | Việt Nam | Huỳnh Tuấn Vũ                               |
| 29 | TV | Việt Nam | Nguyễn Trọng Bảo                            |
| 31 | TV | Việt Nam | Nguyễn Chính Đăng (mượn từ Công an Hà Nội)  |
| 37 | TV | Việt Nam | Trương Văn Tuyến (mượn từ Sông Lam Nghệ An) |
| 56 | HV | Việt Nam | Vũ Văn Sơn (mượn từ Hà Nội)                 |
| 66 | TM | Việt Nam | Lê Anh Trí                                  |
| 70 | TV | Việt Nam | Bùi Anh Đức                                 |
| 71 | HV | Việt Nam | Huỳnh Sơn Thảo                              |
| 94 | HV | Việt Nam | Nguyễn Lý Nam Cung                          |